# Peter Härlin
Peter Härlin (* 6. September 1908 in Stuttgart; † 8. Juni 1960 in Freiburg im Breisgau) war ein deutscher Journalist.

## Leben

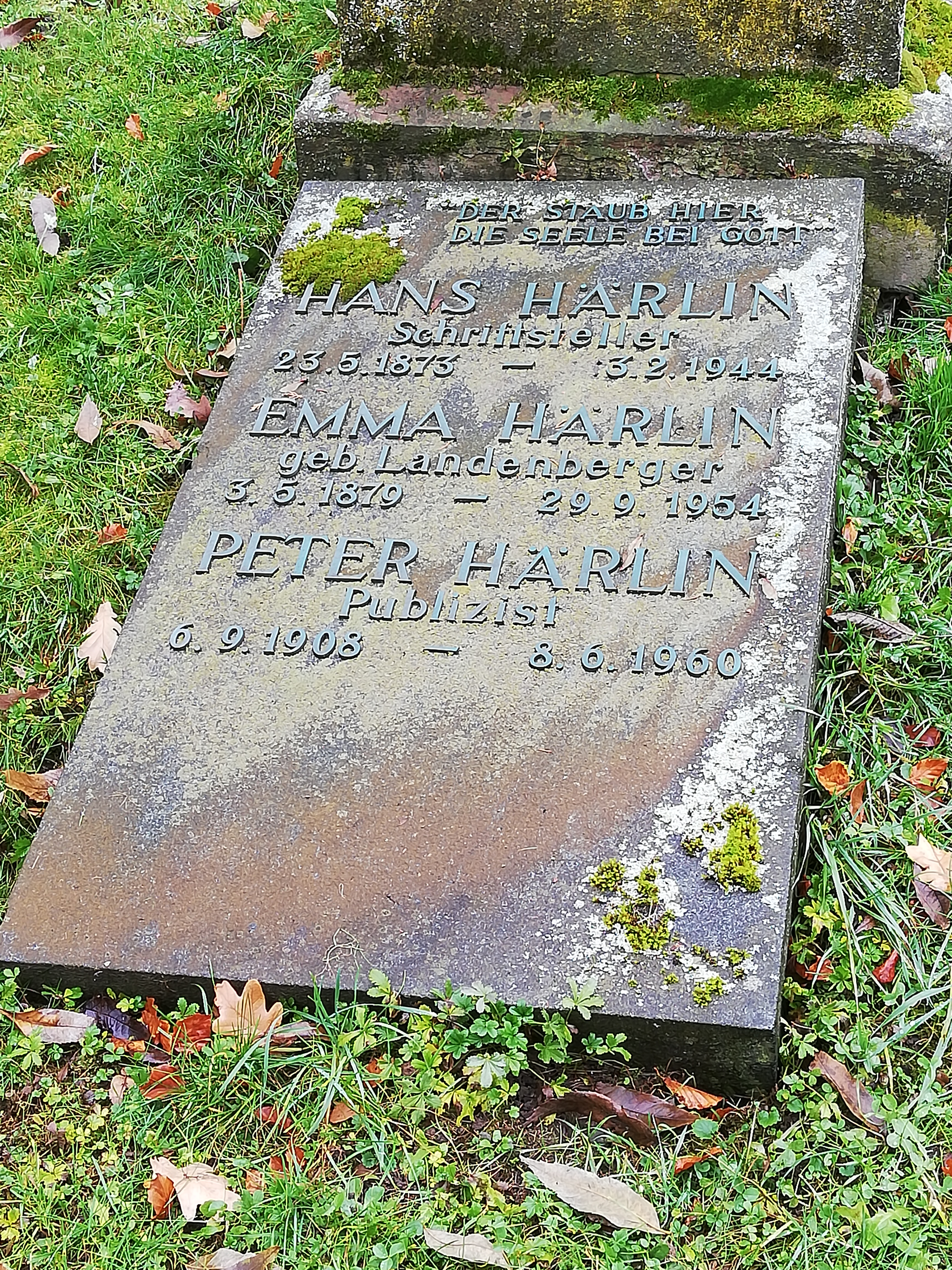
Grabstätte auf dem Stuttgarter Fangelsbachfriedhof

Härlin war ein Sohn des Landwirts und Schriftstellers Hans Härlin (1873–1944) und dessen Frau Emma, geb. Landenberger. Er studierte in Frankfurt am Main, München, Lausanne und Berlin Rechtswissenschaft, Nationalökonomie und Agrarpolitik. Nach kurzer Tätigkeit bei der Deutschen Zentralgenossenschaftskasse in Berlin trat er 1934 in die Redaktion der Frankfurter Zeitung ein, deren Korrespondent in Wien er ab 1938 war. Im Krieg eingezogen und in Kroatien stationiert, leitete er 1945/46 einige Monate die Nachrichten- und Presseabteilung der Regierung des Landes Südwürttemberg-Hohenzollern unter Carlo Schmid in Tübingen. 1946–1953 war er Redakteur der neu gegründeten Deutschen Zeitung und Wirtschaftszeitung in Stuttgart und wechselte dann an die Frankfurter Allgemeine Zeitung, für die er als Chefkorrespondent die Brennpunkte der Welt bereiste. 1957 übernahm er die Chefredaktion der Stuttgarter Zeitung. Seine Aufsätze und Reportagen waren Ergebnisse eingehender Gespräche mit einflussreichen Persönlichkeiten, verbunden mit soziologischer, wirtschaftlicher und politischer Analyse der Gesellschaften, die er auf seinen ausgedehnten Reisen kennenlernte und deren Kultur er mit allen Sinnen wahrnahm.
Er war verheiratet mit Camilla, geb. Freiin von Rolshausen (1913–1996), Journalistin, Fachreferentin der Katholischen Akademie Stuttgart. Das Paar hatte fünf Kinder, darunter einen gleichnamigen Sohn.
Härlin starb 1960 in Freiburg im Breisgau. Seine letzte Ruhestätte fand er auf dem Fangelsbachfriedhof in Stuttgart.

## Veröffentlichungen
- Bericht für morgen, Stuttgart: Seewald, 1956.
- An Dorothea, Verl. Viernheim, 1956.
- Zypern, Stuttgart: Seewald, 1956.
- Weltreisen, Stuttgart-Degerloch: Seewald, 1958.
- Unterwegs in Fernost, München: Goldmann, 1962.
- Aufgeschrieben am Morgen danach, Stuttgart-Degerloch: Seewald, 1968.